# Федора

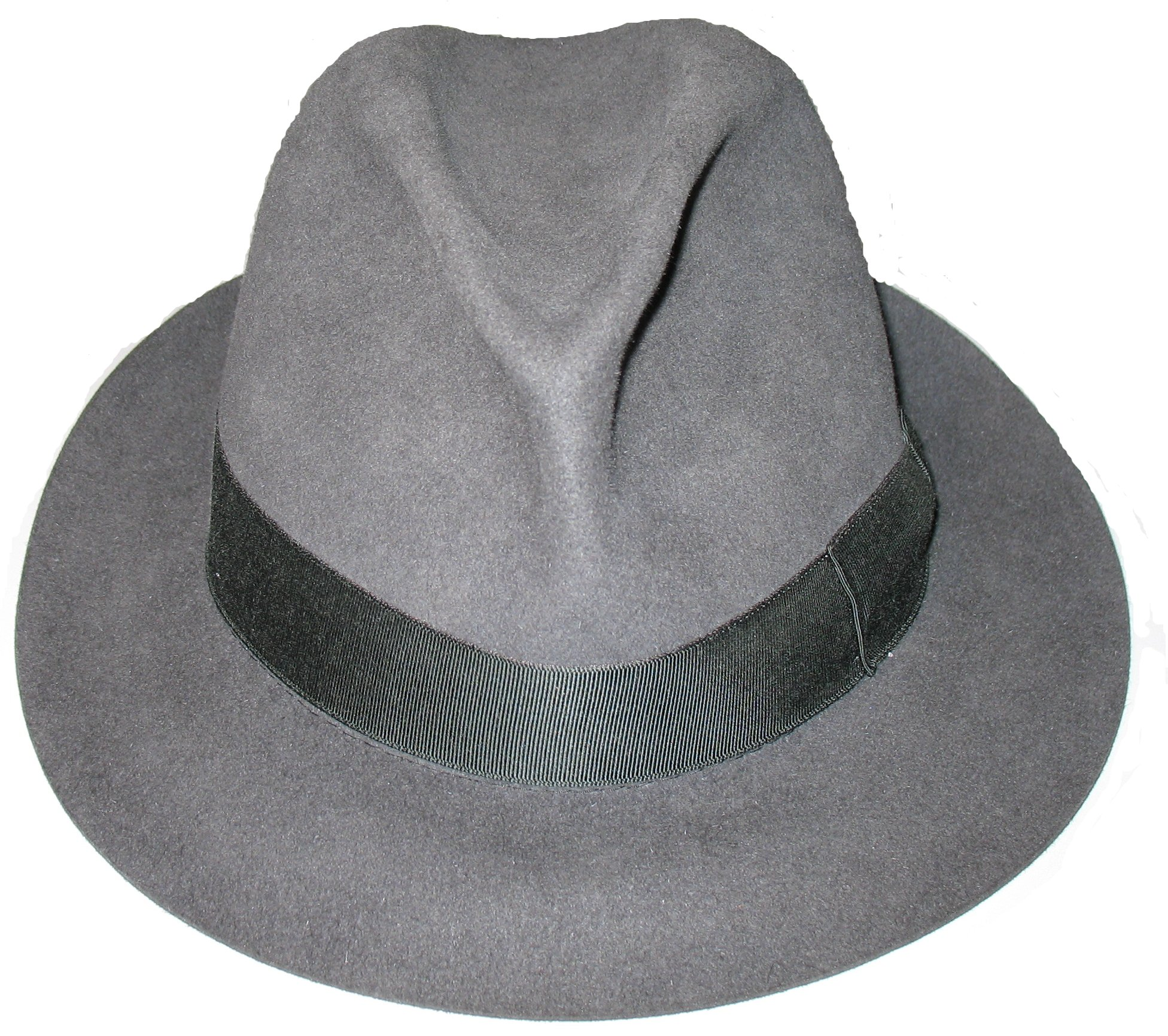
Фетровая шляпа

Фетровая шляпа (схема ношения)

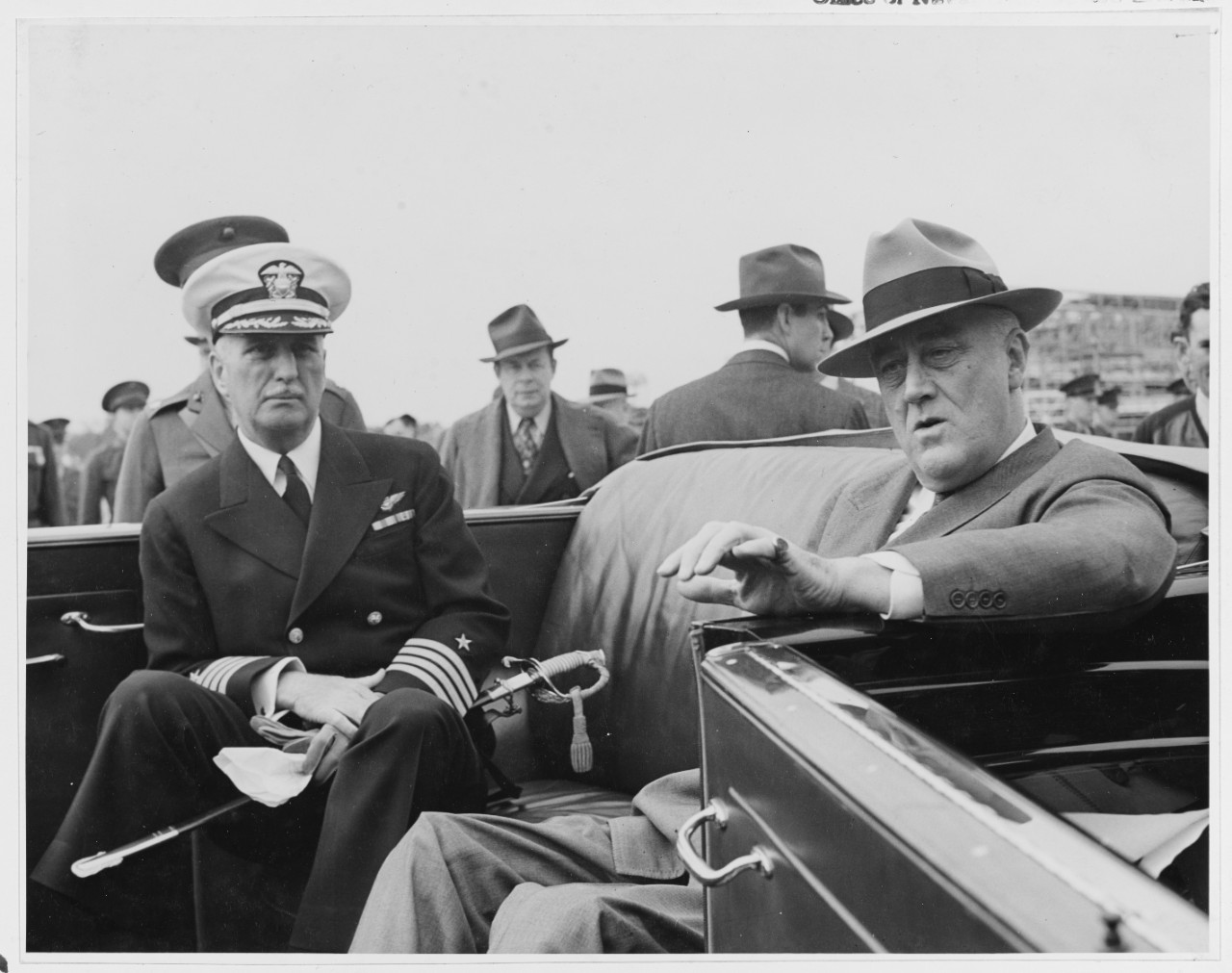
Франклин Делано Рузвельт (справа) в шляпе-федоре. 1940 год

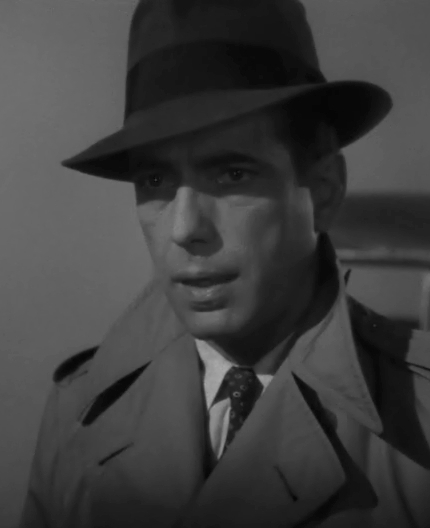
Хамфри Богарт в шляпе-федоре в фильме «Касабланка»

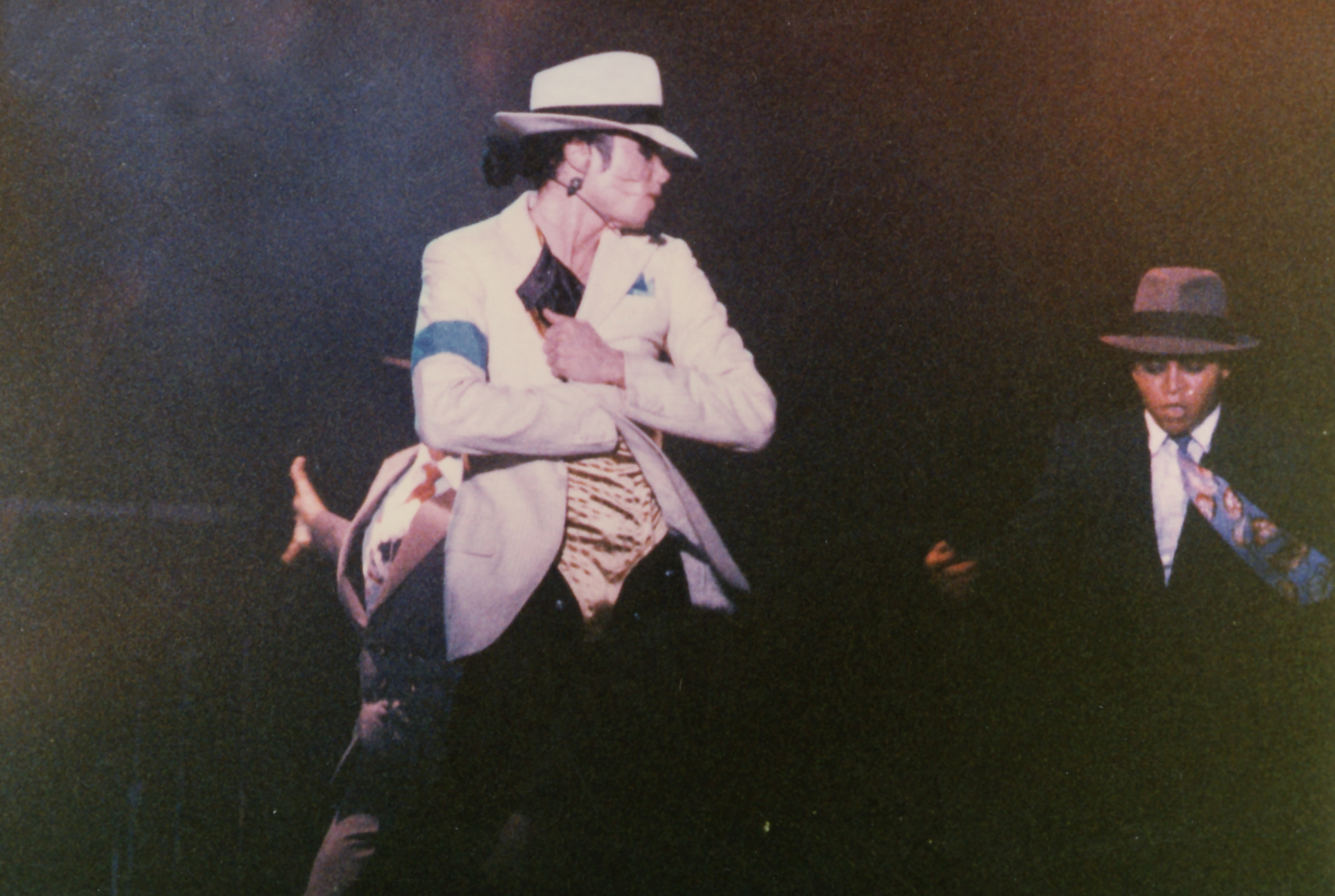
Майкл Джексон в шляпе-федоре

Шля́па-федо́ра, или просто федо́ра (англ. fedora) — шляпа из мягкого фетра, обвитая один раз широкой лентой.

## Описание
Поля шляпы мягкие, средней ширины, их можно поднимать и опускать. На невысокой тулье имеются три вмятины. Была изобретена в конце 1880-х.

## История названия
Названа по имени княгини Федоры Ромазовой, героини популярной в те годы пьесы «Федора» французского драматурга Викторьена Сарду, а также одноимённой оперы итальянского композитора Умберто Джордано. В пьесе Сарду, поставленной в 1889 году, главная героиня в исполнении Сары Бернар носила шляпу именно такого фасона. По сюжету хитроумная и решительная героиня любит заимствовать вещи из мужского гардероба — в том числе, носит фетровую шляпу со «вмятиной» на тулье. Так федора из мужского превратилась в аксессуар-унисекс. В какой-то момент она даже оказалась своего рода символом борьбы за женские права — носить шляпы-федоры стали активистки движения суфражисток, одни из первых феминисток в истории.

## Мода
Шляпа стала модным аксессуаром сначала среди женщин; затем федора стала популярным элементом мужского костюма.
Обычно носится мужчинами, но существуют варианты шляп и для женщин.
Также данный вид шляпы использовал Майкл Джексон в своих клипах и на концертах с 1983 года.
Федора была популярна на Западе в первой половине XX века, оттеснив на обочину модной истории головные уборы похожих фасонов, вроде «гомбургской» шляпы (похожа на федору, но с более высокой тульей и более строгими очертаниями) или pork pie (шляпа с очень низкой тульей, напоминающая «шапокляк»). В это время она была практически непременным атрибутом костюма в городских индустриализированных областях. Такая шляпа часто ассоциируется с гангстерами, частными детективами и прочими «крутыми парнями», во многом благодаря штампу голливудских фильмов 1930—40-х годов. Примерно на рубеже 1950-х и 1960-х федора утратила популярность. В начале 1980-х федора плавно вошла в женскую моду и не сдаёт своих позиций до сих пор.
В наши дни федора переживает очередную волну популярности.
В XX веке джентльмен, носивший шляпу-федору, должен был соблюдать определённые правила этикета. Так, чтобы выразить уважение появившейся в поле зрения даме, полагалось приподнять шляпу над головой тремя пальцами, каждый из которых должен был лежать в одной из «впадин» на тулье.
В начале третьего тысячелетия выяснилось, что федора прекрасно смотрится не только с белыми сорочками и костюмами, но и с узкими джинсами и клетчатыми рубашками, а также с туниками, платьями любой длины и даже шубами. В модных коллекциях стали появляться федоры самых разных модификаций — бархатные, соломенные, с контрастными лентами и лентами с принтом. Шляпа, как и, например «джинсы бойфренда», стала частью «джентльменского набора» любого уважающего себя модного блогера и звезды стритстайла.
Шляпа-федора — атрибут образа Индианы Джонса, главного героя одноименной кинофраншизы, наряду с бичом и пистолетом.
Стоит отметить, шляпу-федору носили и герои сериалов: так, Нил Кэффри — обаятельный мошенник из телесериала «Белый воротничок», стал узнаваем благодаря своей любви к таким головным уборам.

## Производители
Одной из самых известных марок является чешская Tonak. Эта марка являлась законодателем стиля среди головных уборов, отличалась превосходным качеством пошива и используемых материалов. В советское время можно было найти эту марку с пометкой «Made in Czechoslovakia, Tonak». Федоры есть в коллекциях многих брендов — от Stella McCartney до Twin-Set.

## В логотипах
Компания Red Hat использует красную фетровую шляпу на своём логотипе человека-тени (достаточно очевидный визуальный каламбур — шпион с хорошо заметным головным убором). Кроме того, спонсируемый ею дистрибутив GNU/Linux называется Fedora.